# Szesz, szex és steksz
A Szesz, szex és steksz (eredeti címe: Finding Amanda) 2008-as dramedy Peter Tolan rendezésében. A főszerepben Matthew Broderick és Brittany Snow látható.

## Rövid történet
A főszerepben egy televíziós producer áll, akit Las Vegasba küldenek, hogy meggyőzze az unokatestvérét, hogy menjen elvonókúrára.

## Szereplők
- Matthew Broderick: Taylor Peters Mendon
- Brittany Snow: Amanda Tangerman
- Peter Facinelli: Greg
- Maura Tierney: Lorraine Mendon
- Steve Coogan: férfi a kaszinóban
- Daniel Roebuck: Link
- Bill Fagerbakke: Larry
- J. P. Manoux: Tony
- Jennifer Hall: Wendy
- Allie McCulloch: Eve
- Kate Micucci: vékony lány (nem jelenik meg a neve a stáblistán)

## Fogadtatás
A Rotten Tomatoes oldalán 40%-os értékelést ért el 43 kritika alapján, és 5.1 pontot szerzett a tízből. A Metacritic honlapján 51 pontot szerzett a százból, 17 kritika alapján.